# مکائوی اسپیکس

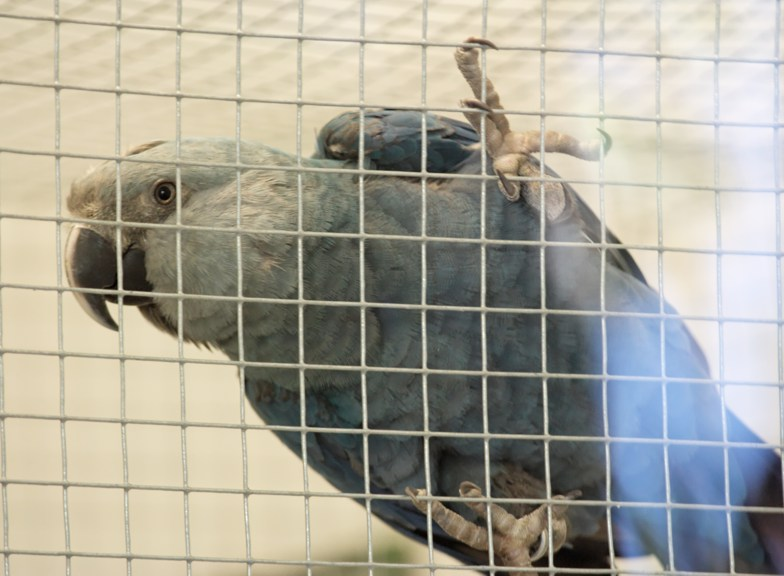
مکائو اسپیکس

مکائوی اسپیکس (نام علمی: Cyanopsitta spixii) نام یک گونه از تبار رنگین‌طوطی‌ها است. این پرنده بومی برزیل است. این پرنده در ریو (فیلم ۲۰۱۱) به تصویر کشیده شده‌است.
این گونه در سال ۲۰۱۹، توسط اتحادیه بین‌المللی حفاظت از طبیعت در ردهٔ گونه منقرض‌شده در طبیعت قرار گرفت. همه جمعیت کنونی آن پرندگان اسیر و در قفس هستند.